# Saint-Vivien-de-Monségur

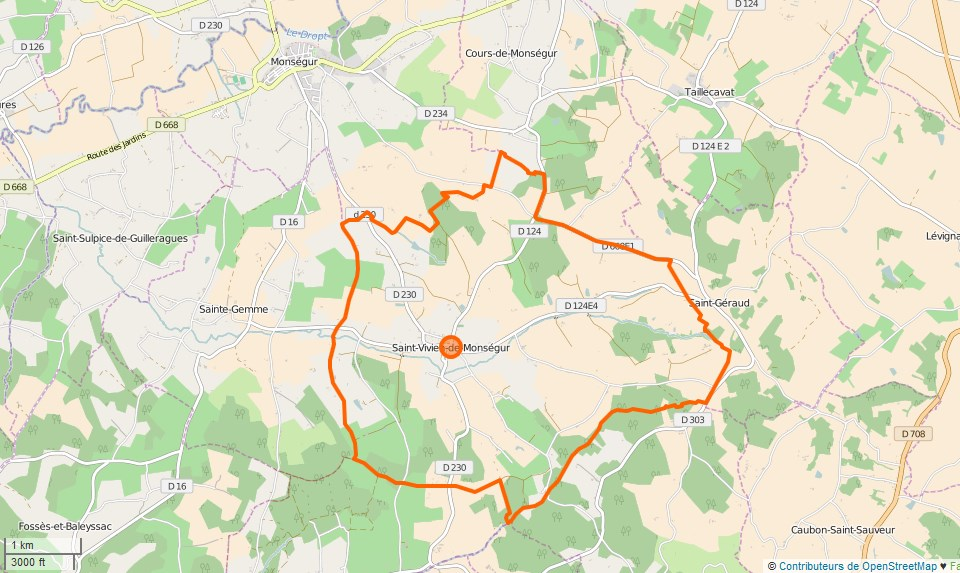
Gemeindegrenzen von Saint-Vivien-de-Monségur

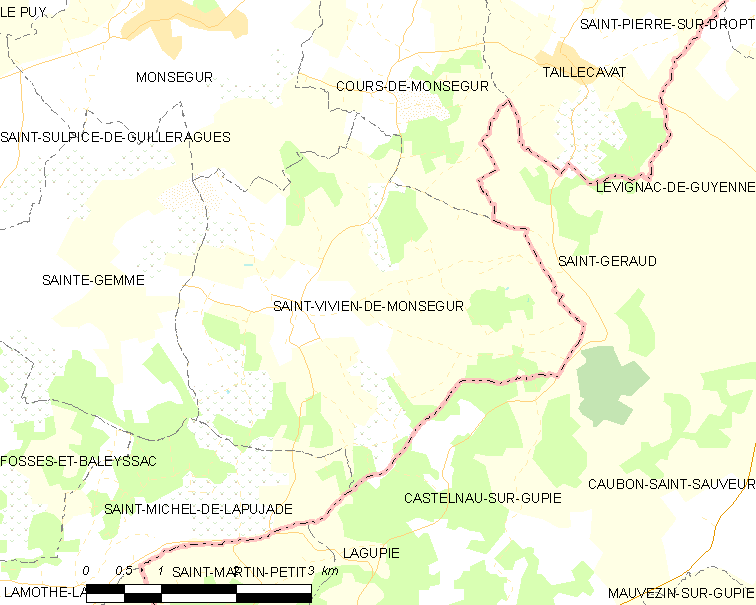
Umgebungskarte

Saint-Vivien-de-Monségur (okzitanisch Sent Vivian de Montsegur) ist eine französische Gemeinde mit 402 Einwohnern (Stand: 1. Januar 2022) im Département Gironde in der Region Nouvelle-Aquitaine. Sie gehört zum Arrondissement Langon und zum Kanton Le Réolais et Les Bastides. Die Einwohner werden Saint-Viviennais genannt.

## Geographie
Saint-Vivien-de-Monségur liegt etwa 59 Kilometer ostsüdöstlich von Bordeaux. Umgeben wird Saint-Vivien-de-Monségur von den Nachbargemeinden Monségur im Norden und Nordwesten, Cours-de-Monségur im Norden, Saint-Géraud im Osten, Castelnau-sur-Gupie im Süden und Südosten, Lagupie im Süden, Saint-Michel-de-Lapujade im Süden und Südwesten sowie Sainte-Gemme im Westen.

## Bevölkerungsentwicklung
| 1962                       | 1968 | 1975 | 1982 | 1990 | 1999 | 2006 | 2017 |
| -------------------------- | ---- | ---- | ---- | ---- | ---- | ---- | ---- |
| 482                        | 453  | 359  | 321  | 360  | 370  | 376  | 366  |
| Quellen: cassini und INSEE |      |      |      |      |      |      |      |

## Sehenswürdigkeiten
- Kirche Saint-Vivien aus dem 12. Jahrhundert, Monument historique seit 1925

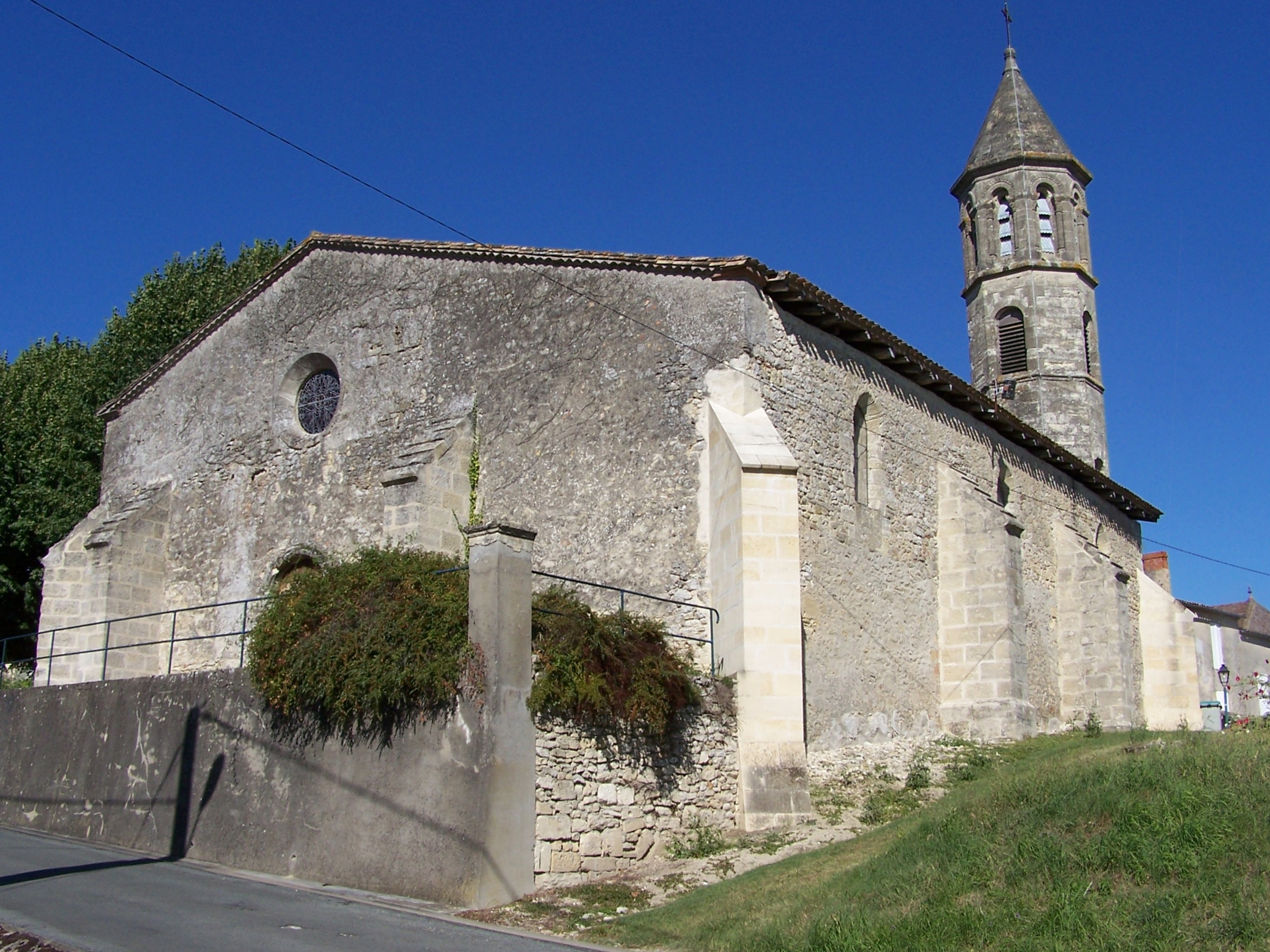
Kirche Saint-Vivien